# NGC 4643
NGC 4643 ist eine Linsenförmige Galaxie mit aktivem Galaxienkern vom Hubble-Typ SB0/a im Sternbild Jungfrau nördlich der Ekliptik. Sie ist schätzungsweise 56 Millionen Lichtjahre von der Milchstraße entfernt und hat einen Durchmesser von etwa 50.000 Lichtjahren.

Im selben Himmelsareal befindet sich u. a. die Galaxie NGC 4636.
Das Objekt wurde am 24. Januar 1784 von Wilhelm Herschel  mit einem 18,7-Zoll-Spiegelteleskop entdeckt, der sie mit „vB pL lE gmbM, 2'long, 1.5' broad“ beschrieb.